# Sylvia Robinson

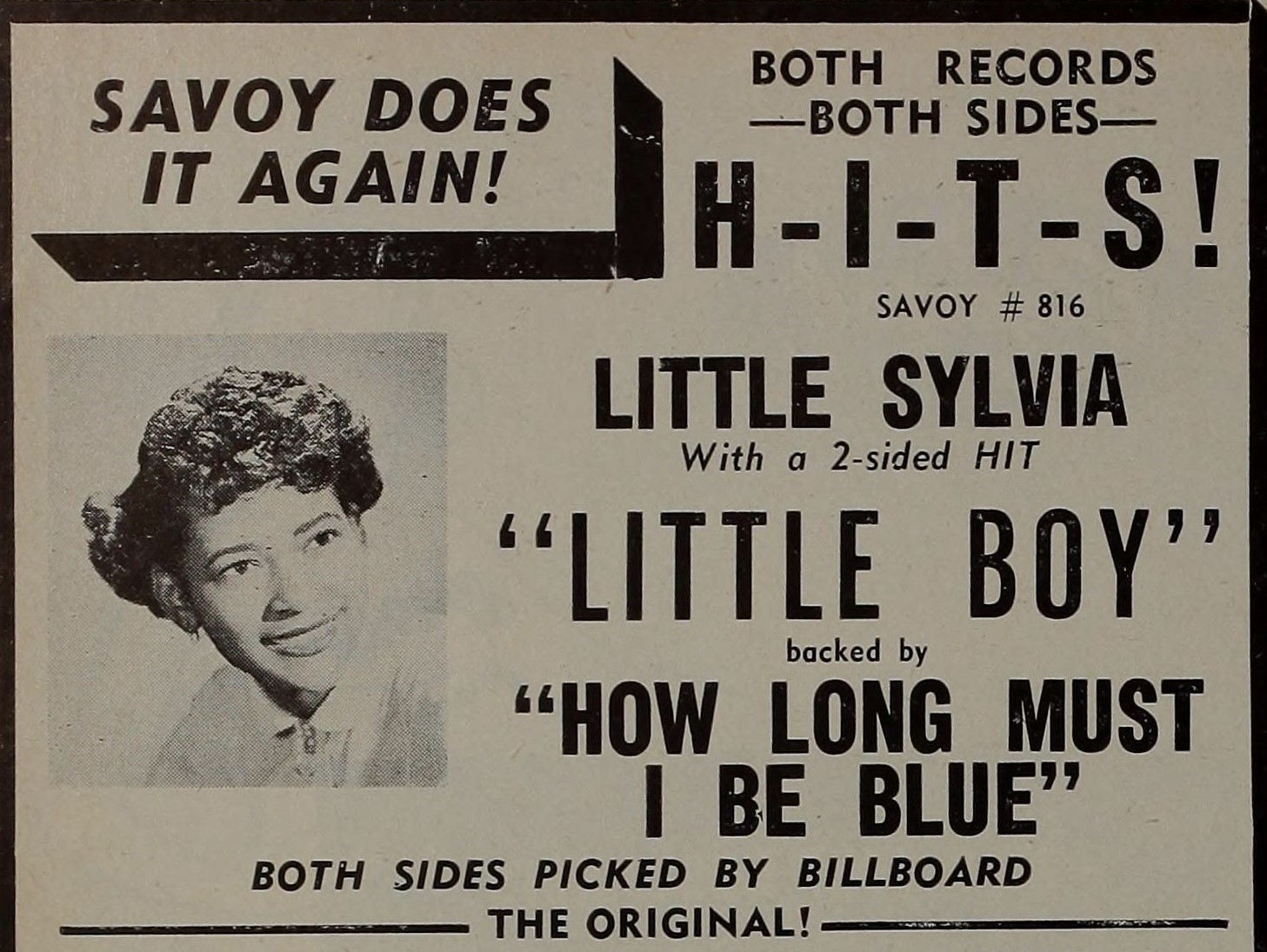
Ogłoszenie singla "Little Boy"

Sylvia Robinson, z domu Vanderpool (ur. 29 maja 1935 na Harlemie w Nowym Jorku, zm. 29 września 2011 w Secaucus w New Jersey) – amerykańska piosenkarka, producentka muzyczna, współzałożycielka wytwórni muzycznej Sugarhill Records.
Przez swój znaczący wkład w powstanie takich utworów jak „Rapper’s Delight” grupy The Sugarhill Gang oraz „The Message” grupy Grandmaster Flash and the Furious Five, nazywana jest „Matką hip-hopu”. W 2022 wprowadzona do Rock and Roll Hall of Fame.

## Życiorys

### Dzieciństwo
Sylvia Vanderpool urodziła się 29 maja 1935 roku na Harlemie. Jej rodzicami byli Ida Vanderpool oraz Herbert, imigrant z Wysp Dziewiczych, który pracował dla General Motors. Uczęszczała do Washington Irving High School, zanim w wieku czternastu lat rzuciła szkołę aby poświęcić się karierze piosenkarki. Swoją przygodę z muzyką na dobre rozpoczęła w 1950 roku nagrywając dla Columbia Records pod pseudonimem „Little Sylvia”.

### Początki kariery
W 1954 roku poznała gitarzystę Mickeya Bakera, który nauczył ją grać na gitarze, a niedługo później założyli duet Mickey & Sylvia. W 1956 roku nagrali pierwszy utwór „Love Is Strange”, który dotarł do jedenastego miejsca zestawienia magazynu Billboard w kategorii pop. Po kilku następnych utworach, m.in. „There Oughta Be a Law”, Baker i Sylvia zawiesili działalność duetu, a Sylvia wyszła za mąż za biznesmena Josepha Robinsona, po którym przyjęła nazwisko. Niedługo później wznowiła karierę, tym razem solową, początkowo pod pseudonimem Sylvia Robbins. W 1960 roku wyprodukowała utwór „You Talk Too Much” Joego Jonesa, jednak nie została wtedy ujawniona jako producentka.
W 1961 roku duet Mickey & Sylvia wznowił działalność nagrywając kilka utworów różnym wytwórniom, w tym ich własnej Willow Records. Tego samego roku, duet miał udział przy produkcji singla „It’s Gonna Work Out Fine” innego duetu Ike & Tina Turner, który otrzymał nominację do nagrody Grammy.
W 1964 roku Baker przeprowadził się do Paryża co oficjalnie zakończyło działalność duetu.
W 1966 roku Robinson przeniosła się do New Jersey, gdzie założyła wytwórnię All Platinum Records i dwa lata później zakontraktowała do niej grupę The Moments. W 1970 roku była odpowiedzialna (produkcja i tekst) za największy hit grupy pt. „Love on a Two-Way Street”, który m.in. dotarł do trzeciego miejsca zestawienia Billboard 100. W późniejszych latach była zaangażowana w stworzenie kilku utworów takich jak „Shame, Shame, Shame” Shirley & Company, „Sexy Mama” oraz „Look at Me (I’m in Love)” The Moments.
W 1972 roku nagrała utwór „Pillow Talk”, którego demo wysłała do Ala Greena, jednak ten odrzucił jej propozycję z powodów przekonań religijnych. Utwór okazał się sukcesem, docierając do 3 miejsca Billboard 100 oraz 14 miejsca UK Singles Charts, uzyskał status złotej płyty oraz nominację do nagrody Grammy w 1974 roku najlepszemu utworowi z gatunku R&B.
Sylvia nagrała cztery albumy studyjne różnych wytwórniom, na których znalazły się innego popularne utwory takie jak „Sweet Stuff” czy „Pussy Cat”.

### Sugar Hill Records
W latach 70. założyła wytwórnię Sugar Hill Records – jej nazwa wywodzi się z obszaru Sugar Hill na Harlemie, w której mieszkali w tamtym czasie bogaci Afroamerykanie oraz był on miejscem, w którym pierwsze kroki stawiało mnóstwo artystów na początku XX wieku. W 1979 roku miała miejsce premiera utworu „Rapper’s Delight” grupy The Sugarhill Gang, którego producentką była Robison. Wiele osób uważa to za moment przełomowy w historii gatunku hip-hop, ponieważ był to jeden z pierwszych utwór z tego gatunku (obecnie za pierwszy utwór w historii hip-hopu uważa się wydany około pół roku wcześniej „King Tim III (Personality Jock)” grupy Fatback Band) i pierwszy, który uzyskał rozgłos komercyjny (36 miejsce w USA, 3 w Wielkiej Brytanii oraz 1 w Kanadzie) oraz wprowadził m.in. rap, scratching czy breakdance. Niedługo później wytwórnia podpisała kontrakt z grupą The Sequence, w skład której wchodziła wtedy młoda Angie Stone, której utwór „Funk U Up” wydany w 1980 sprzedał się szybko w nakładzie miliona egzemplarzy.
W 1982 wyprodukowała utwór „The Message” grupy Grandmaster Flash and the Furious Five – jeden z najważniejszych utworów w historii tego gatunku. Magazyn Rolling Stone umieścił go na liście jako jeden z „50 najlepszych utworów hip-hopowych wszech czasów” 5 grudnia 2012 roku. Aby lista była bardziej wiarygodna, magazyn zapytał innych raperów takich jak Busta Rhymes czy Mike D z grupy Beastie Boys o wskazanie ich zdaniem najlepszych utworów – „The Message” zajął 1 miejsce. Grandmaster Flash wspomniał: „Kiedy mieliśmy w planach nagrać utwór („The Message”), przez długi okres ciągle nas prosiła (Sylvia Robinson) abyśmy nagrali cały album, gdzie będziemy mówić o tym co się dzieje naprawdę, co się dzieje w dzielnicy. I po pewnym czasie postanowiliśmy to zrobić”.
Z powodu presji i stale rosnącej konkurencji (m.in. Profile czy Def Jam), wytwórnia zaczęła tracić na znaczeniu i w 1985 była bliska jej rozwiązania co ostatecznie stało się to dwa lata później. Mimo upadku wytwórni, dalej służyła jako producentka wykonawcza na albumach innych muzyków zakładając Bon Ami Records.

## Życie prywatne
Jej mężem był Joseph Robinson Sr. (1932-2000), z którym była zamężna od maja 1959 roku do jego śmierci. Mieli trzech synów – Josepha „Joeya” Robinsona Jr. (1962–2015), Lelanda Robinsona (ur. 1965 lub 1966) i Rhonda „Scutchie” Robinsona (1970–2014). Była właścicielką baru „Joey’s Place”, który znajdował się na Harlemie oraz założyła klub nocny „Blue Morocco” w połowie lat 60. XX wieku.

### Śmierć
Zmarła 29 września 2011 roku w Meadowlands Hospital w Secaucus w stanie New Jersey z powodu niewydolności serca.

## Dyskografia

### Albumy
- Pillow Talk (1973)
- Sweet Stuff (1975)
- Sylvia (1976)
- Lay It On Me (1977)
- Pillow Talk: The Sensuous Sounds of Sylvia (1996) (kompilacja)

### Single

#### jako Little Sylvia
- „Little Boy” / „How Long Must I Be Blue” (1951)
- „I Went To Your Wedding” / „Drive Daddy Drive” (1952)
- „A Million Tears” / „Don’t Blame My Heart” (1952)
- „The Ring” / „Blue Heaven” (1953)
- „Fine Love” / „Speedy Life” (1954)

#### jako Sylvia Robinson
- „Frankie and Johnny” / „Come Home” (1960)
- „Don’t Let Your Eyes Get Bigger Than Your Heart” / „From The Beginning” (1964)
- „Our Love” / „I Can’t Tell You” (1964)

#### jako Sylvia
- „I Can’t Help It” / „It’s A Good Life” (1968)